# Le confessioni (film)
Le confessioni è un film del 2016 diretto da Roberto Andò.
La pellicola, uscita nelle sale il 21 aprile 2016, affronta il tema del potere, in particolare della grande finanza, e delle debolezze degli uomini che lo gestiscono. Il cast internazionale vede protagonista Toni Servillo affiancato da Daniel Auteuil, Connie Nielsen, Pierfrancesco Favino, Lambert Wilson, Marie-Josée Croze e Moritz Bleibtreu.

## Trama
In un albergo di lusso di una località costiera tedesca, Heiligendamm, sta per riunirsi un G8 dei ministri dell'economia, pronto ad approvare una manovra segreta che avrà conseguenze pesanti per molti paesi. Il direttore del Fondo monetario internazionale, Daniel Roché, ha eccezionalmente invitato anche tre personalità estranee al mondo dell'economia: una celebre scrittrice di letteratura per bambini, un musicista e un frate noto per aver scritto alcuni saggi di successo.
All'alba del primo giorno un fatto tragico sconvolge il vertice: Roché viene trovato morto nella sua stanza. Si tratta evidentemente di un suicidio e i potenti riuniti non sono tanto turbati dall'evento in sé, per quanto inatteso, quanto dalla possibilità che nell'ultimo lungo colloquio privato con il monaco certosino Salus, il direttore dell'FMI abbia rivelato a questi le vere finalità della loro riunione o chissà cosa altro. Gli uomini di potere interrogano il religioso, che però difende il suo voto del silenzio. Roché aveva svelato a Salus di essere un malato di cancro terminale, ma più di tutto, avvicinandosi alla fine, era tormentato dalle colpe e perciò aveva sentito il bisogno di confessarsi.
Il ministro italiano, che tra gli altri cerca di carpire qualcosa al monaco, finisce in realtà anche lui per chiedere di confessare i propri peccati. Poi, col supporto della ministra canadese, fa saltare l'accordo previsto, ritenuto non più sostenibile, anche per via del clima di incertezza alimentato dal gesto di Roché e dal comportamento enigmatico di Salus.

## Riconoscimenti
- 2017 - David di Donatello[1]
  - Candidatura per la Miglior sceneggiatura originale a Roberto Andò e Angelo Pasquini
  - Candidatura per il Miglior produttore a Angelo Barbagallo e Rai Cinema
  - Candidatura per il Miglior attore protagonista a Toni Servillo
  - Candidatura per il Miglior attore non protagonista a Pierfrancesco Favino
  - Candidatura per il Migliore autore della fotografia a Maurizio Calvesi
- 2016 - Nastri d'argento
  - Migliore fotografia a Maurizio Calvesi
  - Candidatura a Regista del miglior film a Roberto Andò
  - Candidatura a Miglior sonoro in presa diretta a Fulgenzio Ceccon